# 善妙寺 (金沢市)
善妙寺（ぜんみょうじ）は、石川県金沢市末広町にある日蓮宗の寺院。山号は立向山。旧本山は身延山久遠寺、潮師法縁。境内には大正7年（1918年）に水野朗によって製作された立正大師日蓮の銅像がある。泉鏡花ゆかりの摩耶夫人尊天像を安置する。

## 歴史
慶応4年（1868年）加賀藩主前田斉泰（13代）が卯辰山の庚申塚から出土した日月天子像を日教に託し祀らせたのが起源。明治12年（1879年）東京から善妙院を現在地に移転させ、立向山善妙寺と改めた。

## 参考資料
- 日蓮宗寺院大鑑編集委員会『宗祖第七百遠忌記念出版 日蓮宗寺院大鑑』大本山池上本門寺 (1981年)